# Matt L. Jones
Matthew Lee (Matt) Jones (Sacramento, 1 november 1981) is een Amerikaans acteur, stemacteur en komiek.
Jones werd geboren in Sacramento en groeide op in Claremont, beide in de staat Californië. In de laatste stad studeerde hij in 2000 af aan de Claremont High School. Na een verblijf van enkele jaren aan de Boom Chicago in Amsterdam, verhuisde hij naar Los Angeles.
Hij begon in 2002 als acteur in een aflevering van de televisieserie Gilmore Girls (A Deep Fried Korean Thanksgiving) als 'Morgan'. Zijn volgende acteerwerk was in 2008 in de televisieserie Breaking Bad, waar hij de terugkerende rol van 'Badger' speelde. In 2011 was hij voor het eerst te zien op het witte doek met de film Red State op het Sundance Film Festival.
Jones is op 21 december 2020 getrouwd met actrice Kristen Hager en in maart 2022 kondigde het echtpaar aan dat zij een kind verwachtten. 

## Filmografie
- 2011: Red State - Deputy Pete
- 2011: High Road - Richie
- 2012: Dreamworld - Ben
- 2013: Fireflies - Elroy
- 2014: Cooties - Sheriff Dave
- 2014: Planes: Fire & Rescue - Drip (stem)
- 2014: A Merry Friggin' Christmas - Cowboy Dick
- 2015: Home - Kyle (stem)
- 2015: Mojave - Insane Doorman
- 2015: The Night Is Young - Matt
- 2016: The Late Bloomer - Max
- 2017: A Bad Idea Gone Wrong - Marlon
- 2017: Austin Found - Matt
- 2018: Seven Stages to Achieve Eternal Bliss By Passing Through the Gateway Chosen By the Holy Storsh - Phil
- 2019: Brightburn - Noah McNichol
- 2019: El Camino: A Breaking Bad Movie - Badger

## Overige

### Televisiefilms
- 2010: Uncle Nigel - Ronnie Wells
- 2011: Perfectly Prudence - Nigel
- 2011: Worst. Prom. Ever. - Kyle
- 2012: Rebounding - Eli Kaplan
- 2013: The Farm - Zeke

### Televisieseries
Als terugkerende rol.
- 2008 - 2013: Breaking Bad - Badger
- 2010 - 2012: Kick Buttowski: Suburban Daredevil - Gunther (stem)
- 2011 - 2015: NCIS - NCIS-agent Ned Dorneget
- 2013 - 2014: Sanjay and Craig - Hector Flanagan (stem)
- 2013 - 2019: Mom - Baxter
- 2019 - heden: Bob Hearts Abishola - Douglas Wheeler

- Gemeinsame Normdatei: 1165089106
- International Standard Name Identifier: 0000 0004 5641 3269
- Library of Congress Control Number: no2015142176
- MusicBrainz: a426d0cd-bdd7-474c-b3da-7c85c379881b
- Virtual International Authority File: 348144783061598713015
- WorldCat: E39PBJkdhFxFk8BhwjqgTqtFrq